# Alto do Rodrigues
Pour les articles homonymes, voir Alto (toponymie).
Alto do Rodrigues est une municipalité brésilienne située dans l'État du Rio Grande do Norte.